# Leucophenga atra
Leucophenga atra är en tvåvingeart som beskrevs av Bachli 1971. Leucophenga atra ingår i släktet Leucophenga och familjen daggflugor. Inga underarter finns listade i Catalogue of Life.